# Jordán (Santander)
Jordán es un municipio de Colombia, situado en el departamento de Santander, en la provincia de Guanentá, a 80 km de Bucaramanga, la capital departamental, y a 320 de Bogotá, la capital del país. Se encuentra ubicado en el Cañón del río Chicamocha (Cañón del Chicamocha), exactamente en el margen sur del río. Es posible acceder por carretera desde el municipio de Villanueva (Santander), y a pie desde Los Santos (Santander). 
El municipio posee la cabecera municipal menos poblada de Colombia, con tan solo 54 habitantes en este.

## Política
En 2019 se destacó al estar entre los 10 municipios con menor abstencionismo electoral, quedando en el primer lugar para la elección de alcalde, gobernador departamental y concejales municipales con una participación del 94,47%, 94,71% y 94,71% de los potenciales sufragantes en los comicios respectivamente y en el cuarto lugar para la elección de diputados departamentales al participar el 91,91% del censo.

## Turismo

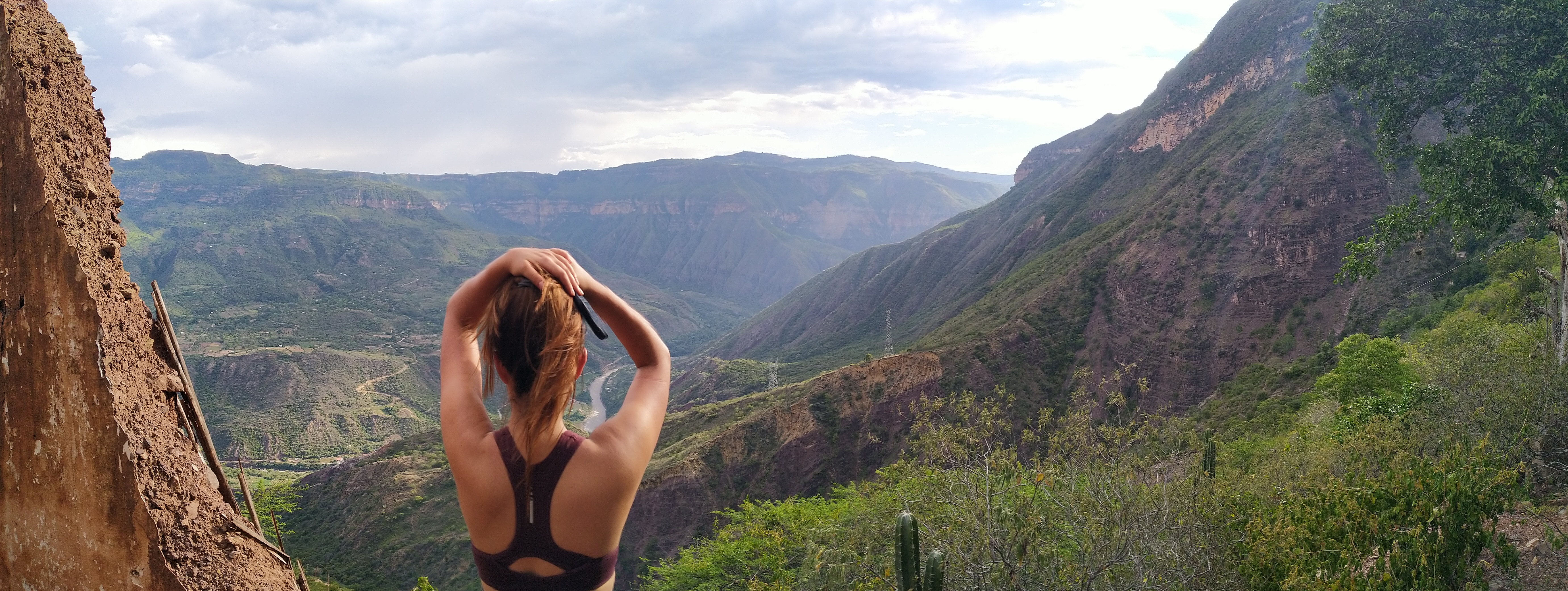
Camino Los Santos - Jordán

El principal atractivo turístico del municipio es el camino empedrado que conduce desde el casco urbano hasta el municipio de Los Santos (Santander). Se trata de uno de los varios "Caminos Reales de Lenguerke" que servían como vías de comunicación y transporte de mercancías dentro del departamento de Santander durante el siglo XIX. El camino se realiza de bajada (es decir, hacia el municipio de Jordán) en aproximadamente 2 horas, mientras que de regreso hacia Los Santos el tiempo estimado es de 3 - 4 horas, dependiendo de la capacidad del caminante, esta red de "caminos reales de Lenguerke" continua con un recorrido hacia Villanueva con un nivel de exigencia alto que no cualquiera lo realiza. Cabe mencionar que este Municipio es sitio de partida en numerosas ocasiones de una de las carreras más importantes de Trail Running de Colombia (Chicamocha Canyon Race - CCR). El camino se terminó de restaurar en el año 2019 y desde entonces es frecuentado por locales y extranjeros que desean conocer al denominado 'pueblo fantasma' de Santander. Además del atractivo en si que representa el camino, el paisaje del Cañón del Chicamocha es otro gran atractivo turístico, y al llegar al pueblo es posible refrescarse en las frías aguas del río Chicamocha, el cual se halla fácilmente accesible a unos cuantos metros del casco urbano del pueblo. Sumado a esto, cerca de la cabecera municipal se encuentran sitios para recepción de turistas como el hotel Shangrila o el hostal El Tamarindo,el Estadero y Piscina Los Trinitarios. Finalmente, en la vía que comunica a Jordán con el municipio de Villanueva (Santander), en el sector de Montegrande, se encuentra la cascada Montegrande, una caída de aguas de gran altura que ofrece otro gran espectáculo a la vista

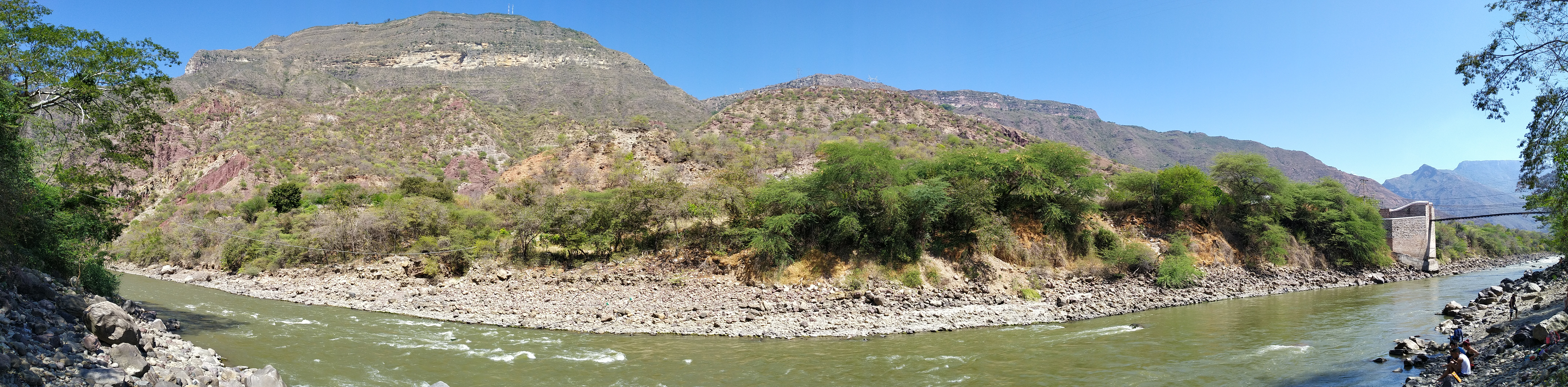
Río Chicamocha